# Neochrysops globosus
Neochrysops globosus är en tvåvingeart som beskrevs av Margaret Walton 1918. Neochrysops globosus ingår i släktet Neochrysops och familjen bromsar. Inga underarter finns listade i Catalogue of Life.